# マグネット・レコード

マグネット・レコードのロゴ

マグネット・レコード（Magnet Records）は、1973年9月17日にマイケル・レヴィとピーター・シェリーが創業したイギリスのレコード会社、およびその所有するレコードレーベル。この会社は、1988年にタイム・ワーナーに売却された。その後、同社はワーナー・レコード傘下のワーナー・ミュージックUK（Warner Music UK Ltd.）の下に置かれた。

## 関係者
このレーベルに所属したアーティストには、アルヴィン・スターダスト、スティーヴンソンズ・ロケット (Stevenson's Rocket)、マッチボックス、エイドリアン・ベイカー、シルバー・コンベンション、ガイズ・ン・ドールズ、ダーツ、キッシング・ザ・ピンク、バッド・マナーズ、ダヴィッド・ドール、ブルー・ズー、クリス・レアらがおり、いずれも1970年代から1980年代にかけて成功を収めた。1990年代に成功したグループであるディー・リームが契約を結んだのは、このレーベルの後身となったワーナー傘下のレーベルである。
音楽マネジメントのエキスパートであるキム・グローヴァーは、彼女の音楽界におけるキャリアを、マイケル・レヴィの下で、マグネット・レコードのラジオ宣伝部門から始め、遂にはテレビ・ラジオ部門の長にまでなり、レーベルと契約するアーティストたちすべての宣伝を創り出した。ピート・ウォーターマンも1970年代半ばにこのレーベルで働き、レコード産業界における最初の一歩を踏み出した。

## 同名の別レーベル
このレーベルとは無関係の、同じくマグネット・レコード（Magnet Records）と称したイギリスのレゲエのレーベルは、1971年に、R・A・コール (R. A. Coke) が設立したもので、本拠をノース・ロンドンのストーク・ニューイントンに置いている。